# 楊瓚 (明)
楊 瓚（よう さん、生没年不詳）は、明代の官僚。本貫は保定府蠡県。

## 生涯
1424年（永楽22年）、進士に及第した。趙城知県となり、考査による統治成績は山西の知県のうちで首位であった。鳳陽府知府に抜擢された。1445年（正統10年）、楊瓚は王懋・葉錫・趙亮らとともに治行卓異として挙げられた。鳳陽は明の太祖洪武帝の故郷であり、勲臣や諸将の子孫の多くが本籍を置いており、有力者による法令違反が頻発していた。楊瓚は戸口の出入りの実態を調査して、法令を遵守させるようにした。1447年（正統12年）、楊瓚は民間の子弟に学問によって人格を完成させるべき者が多いとして、生員の定員を増やすよう請願した。礼部が楊瓚の言を採用して、天下の学校に附学生が置かれるようになった。
楊瓚は浙江右布政使に抜擢された。1450年（景泰元年）、鎮守の兵部左侍郎の孫原貞とともに陶得二の乱を鎮圧した。1451年（景泰2年）、楊瓚は湖州府諸府の官田の賦税負担が重いとして、賦税負担の軽い民田との格差を均して、土地所有の名義を偽って書き換える弊風を厳禁するよう請願した。楊瓚は孫原貞とともにこれを監督するよう命じられ、田賦を公平化させた。長らくを経て、在官のまま死去した。